# Key West (U-Boot)
Die USS Key West (SSN-722) ist ein Atom-U-Boot der United States Navy und gehört der Los-Angeles-Klasse an. Sie ist nach der Stadt Key West in Florida benannt.

## Geschichte
Der Auftrag über die Key West wurde 1981 an Newport News Shipbuilding vergeben, wo im Juli 1983 der Kiel des Bootes gelegt wurde. Nach einer Bauzeit von zwei Jahren lief das Boot vom Stapel, die Indienststellung bei der United States Navy fand am 12. September 1987 statt. Heimathafen wurde Norfolk, Virginia.
Nach Tests und Zertifikationen fand 1989 die erste Verlegung des Bootes in den Ostatlantik statt, 1990 dann auch ins Mittelmeer. In den folgenden Jahren nahm die Key West an Einsatzfahrten im Atlantik und der Karibik teil. 1995 nahm sie als Teil der Kampfgruppe um die Theodore Roosevelt an der Operation Deny Flight während des Bosnienkriegs teil. Später fuhr die Key West dann durch den Suezkanal und das Rote Meer in den Arabischen Golf.
1996 verließ das Boot seinen Heimathafen und wurde zur Pazifikflotte abkommandiert, neuer Heimathafen wurde Pearl Harbor auf Hawaii. Die erste Verlegung von Hawaii aus begann im April 1997, als die Key West mit der Constellation in den westlichen Pazifik, den Indik und den Persischen Golf fuhr. Im Frühling 1998 nahm das Boot an Tests mit den Trägern Carl Vinson und Abraham Lincoln, im Sommer dann an der Übung RIMPAC 98 teil. Den Rest des Jahres verbrachte das Boot bei Übungen mit der Marine der Republik Korea.
Auch 2006 war die Key West Teil von RIMPAC, 2007 fuhr sie im Rahmen der Übung Valiant Shield vor der Küste von Guam, 2008 dann wieder bei RIMPAC vor Hawaii. 2009 nahm das U-Boot an einer Übung mit den Marinen Japans und Australiens teil.